# Stampa tessile
La stampa tessile è un processo di applicazione del colore su pezze di tessuto per ottenere disegni definiti. I tessuti possono venire stampati con coloranti che penetrano e si fissano alle fibre tessili oppure con pigmenti che vengono veicolati con appositi leganti. L'obbiettivo finale e' ottenere una decorazione del tessuto che presenti una ottima resistenza al lavaggio e una ottima solidità alla abrasione sia a secco che a umido. A differenza della tintura, dove il tessuto viene colorato per immersione in modo uniforme con un solo colore, nella stampa uno o più colori vengono applicati solo su alcune parti seguendo una grafica o schema preciso.
Tradizionalmente i tipi di stampa sono quattro:
- Stampa diretta: è il tipo di stampa più comune. Le sostanze coloranti o a pigmento che vengono stampate contengono già i prodotti e i fissativi necessari a farle permanere sul tessuto, il disegno viene impresso direttamente, anche in più passaggi, in modo permanente.
- Stampa con mordente: il disegno viene stampato con un mordente sul tessuto prima di tingerlo, il colorante aderirà poi solo nei punti in cui era stato stampato il mordente.
- Stampa a riserva: il disegno viene stampato sul tessuto con cera o altro materiale impermeabilizzante che non lascia penetrare il colorante della successiva tintura, come nella tintura a riserva.
- Stampa a corrosione : con un agente decolorante viene stampato sul tessuto già tinto un disegno, il decolorante rimuove il colore di fondo solo nella parte stampata creando il disegno per sottrazione.

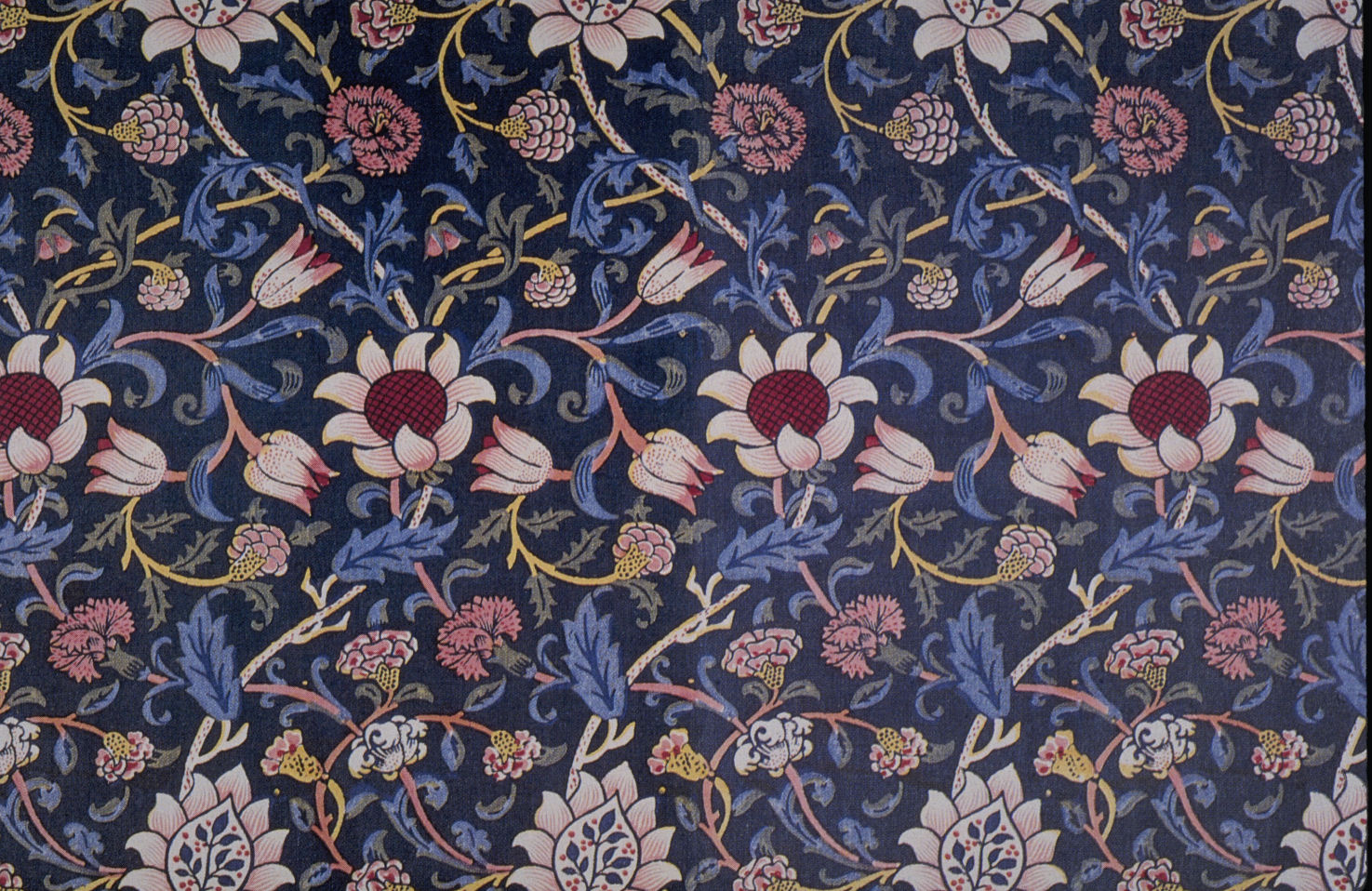
Stampa su tessuto con blocchi, disegno di William Morris

## Storia

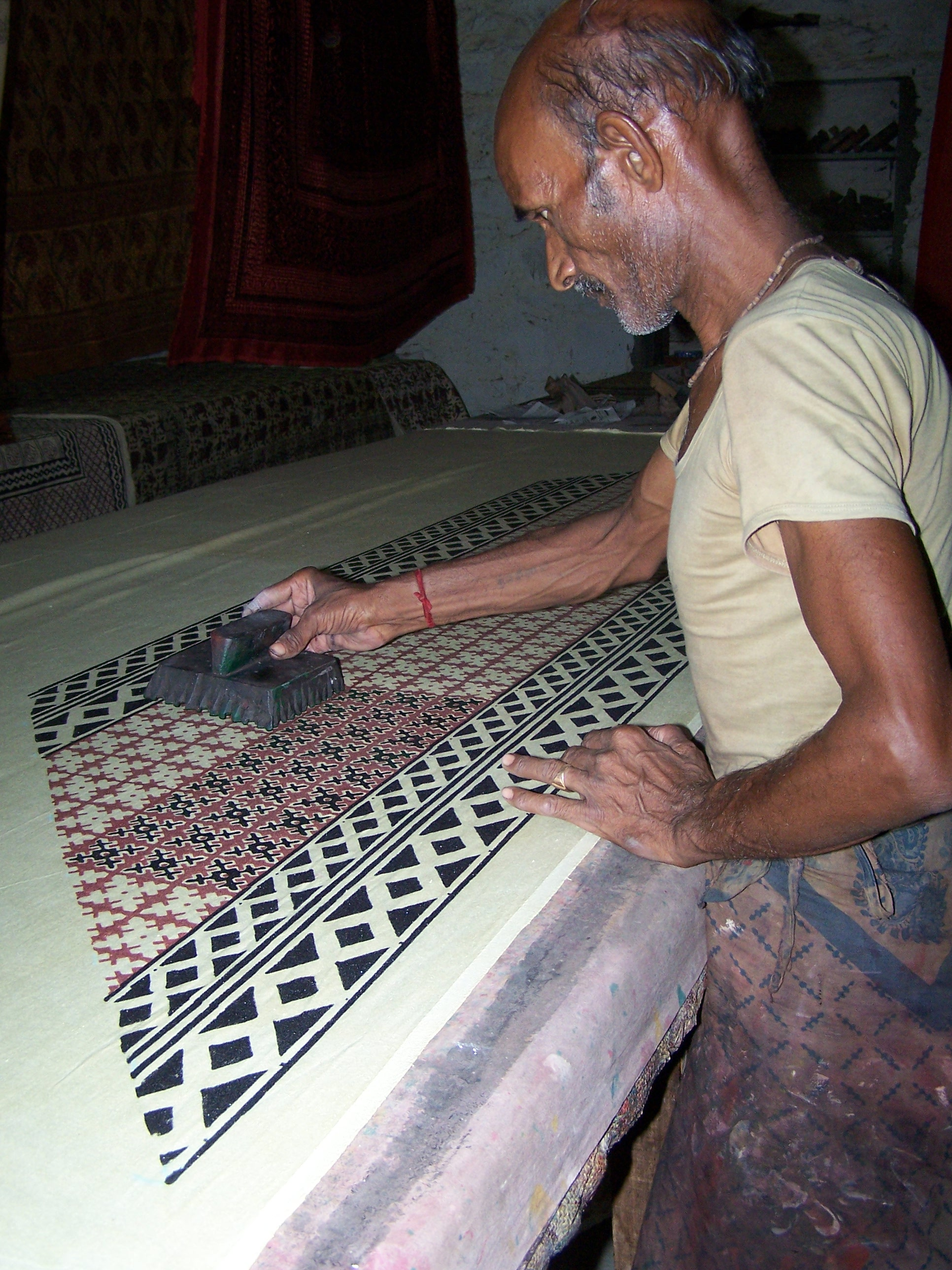
Stampa con blocco di legno, India

La stampa su tessuto con blocchi di legno era conosciuta nell'antichità in Asia, probabilmente originaria della Cina, come metodo per stampare sulla stoffa e successivamente sulla carta. I più antichi esempi ci arrivano dalla Cina prima del 220 e dall'Egitto nel IV secolo.

Venne introdotta in Europa dagli Arabi a partire dal XII secolo, veniva usata per stampare tessuti decorativi usati come tappezzeria per il rivestimento delle pareti. I tessuti di alta qualità, estremamente costosi, venivano importati dai paesi islamici.
Anche nel sud e centro America, prima della conquista spagnola, veniva praticata in Perù, Cile e Messico.
Nella seconda metà del XVII secolo i francesi importarono, dalle loro colonie sulla costa est dell'India, coloranti blu e bianchi resistenti all'acqua, insieme alle conoscenze tecniche per produrre una stampa lavabile. Fu un francese ad aprire in Inghilterra, nel 1671, il primo laboratorio di stampa su tessuto. 
Sulla fine del secolo questa tecnica si diffuse in tutta Europa dalla Germania, dove il distretto di Amburgo era famoso per la stampa su tela di lino, alla Svizzera, all'Austria.
La tecnica di lavorazione della stampa a ruggine, prodotto tipico della Romagna, è molto antica; si pensa che risalga al XVIII secolo.

## Metodi di stampa

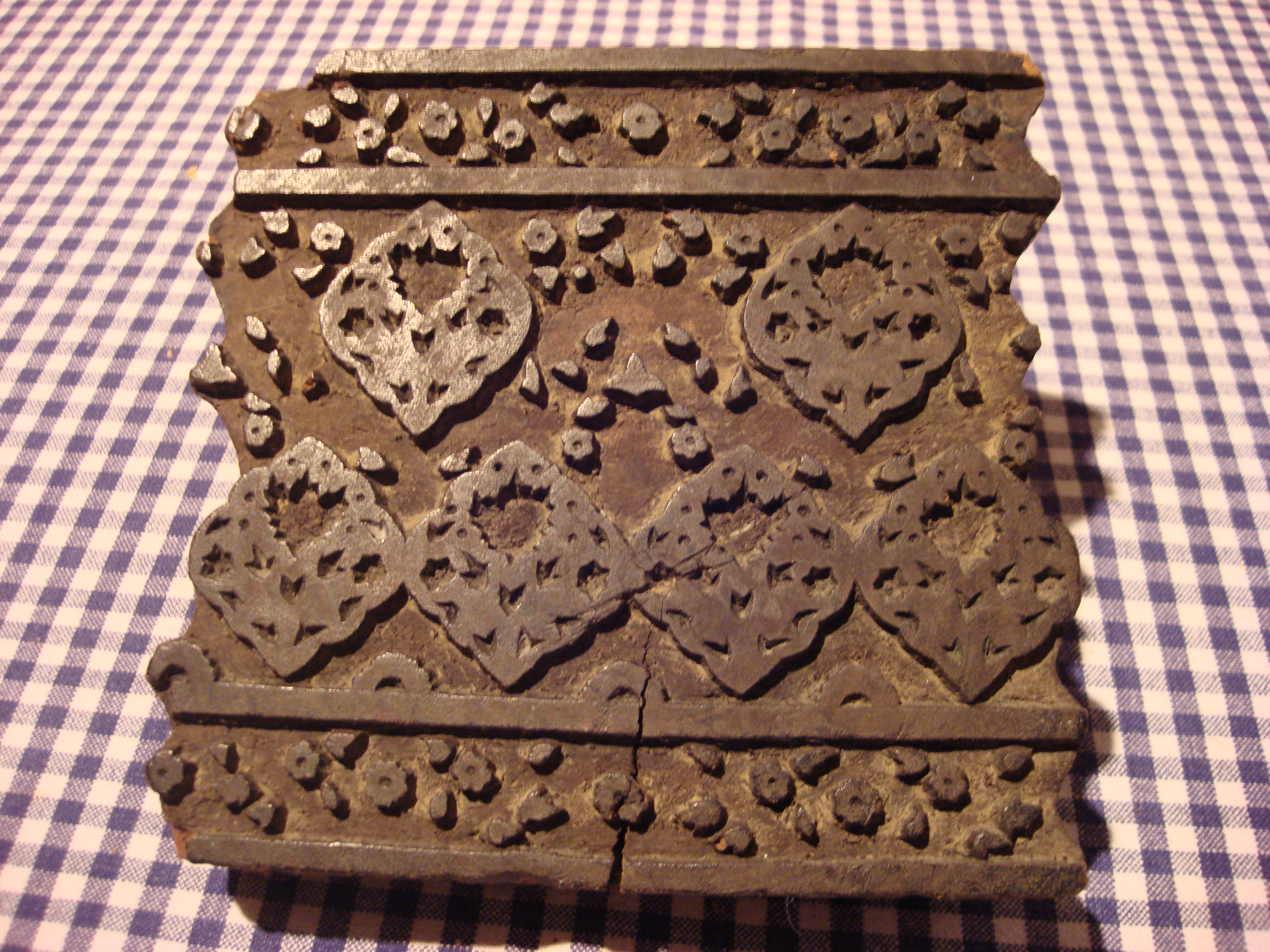
Blocco di legno intagliato per stampa tessile

- a mano con blocchi di legno
- a macchina con blocchi (Perrotine)
- con lastra metallica
- rotativa con cilindri a rilievo
- Stencil
- serigrafia tessile a quadro
- Serigrafia tessile rotativa
- Inkjet (getto di inchiostro)

### Stampa a mano con blocchi di legno
Questo metodo, oggi considerato il più artistico, è il più antico e semplice sistema di stampa. La stampa si applica con un blocco di legno su cui viene intagliato il disegno, occorre un blocco diverso per ogni colore del disegno. Il blocco di legno, con il disegno a rilievo viene inchiostrato e premuto sul tessuto in modo che l'inchiostro nelle aree a rilievo si trasferisca sul tessuto. 

### Stampa con lastra di rame
La stampa con lastra di rame incisa fu praticata per la prima volta da Thomas Bell in Inghilterra nel 1770. La prima pressa usata fu una normale pressa da tipografia. Divenne velocemente obsoleta con lo sviluppo di quella rotativa.

### Stampa rotativa con cilindri a rilievo

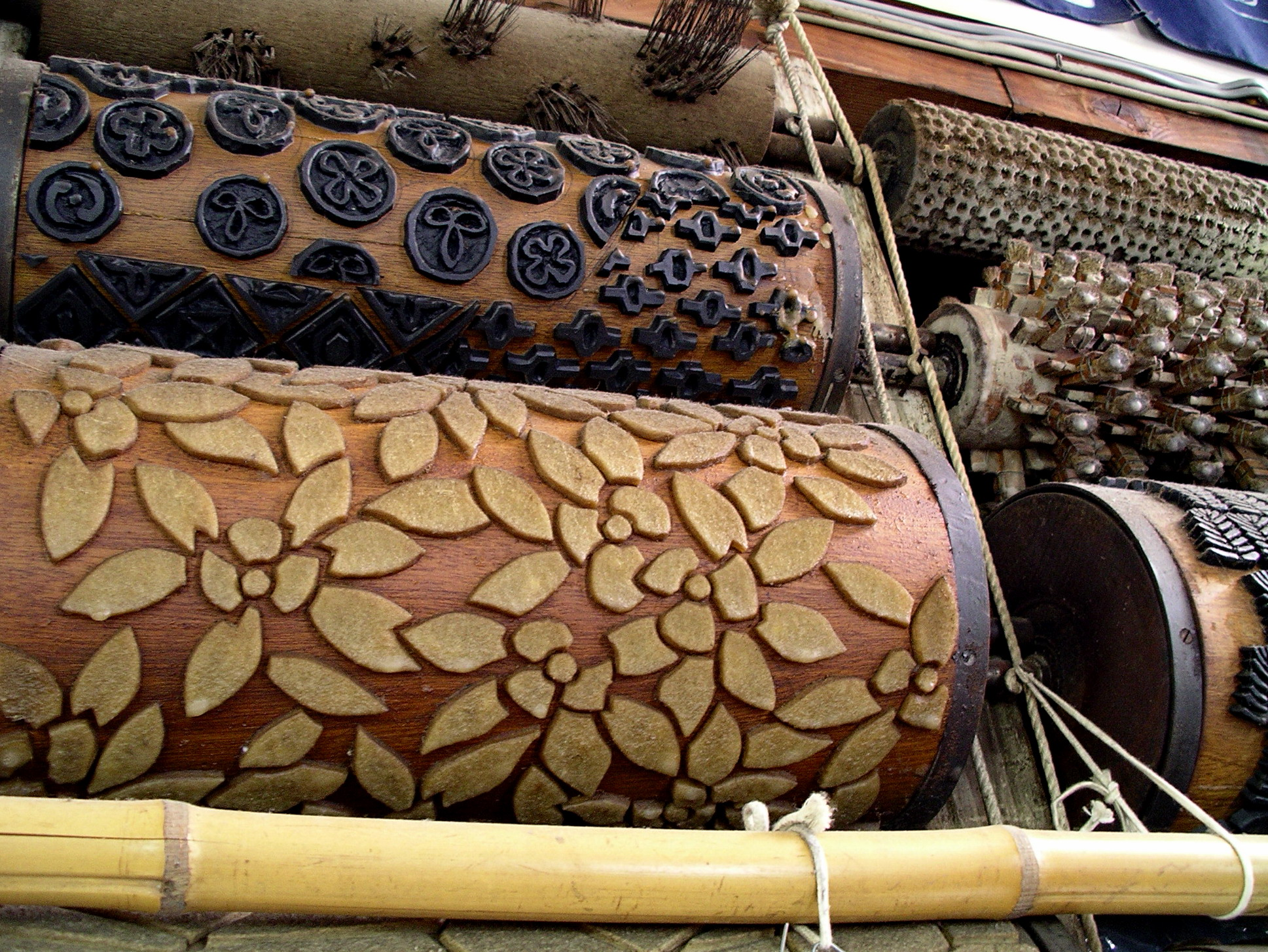
Cilindri per stampa rotativa su tessuto

Il processo di stampa con un cilindro inciso fu brevettato da Bell nel 1785, solo quindici anni dopo la stampa con lastra, la nuova macchina poteva stampare sei colori alla volta, ma risultava difficile l'allineamento dei sei cilindri. La soluzione del problema da parte di Adam Parkinson di Manchester nello stesso anno portò alla diffusione della stampa su cotone da due a sei colori.

### Stencil
La tecnica dello stencil è antica, viene usata per la decorazione tessile in Giappone da tempo immemorabile e molto più tardi giunse in Europa. La sagoma (maschera) del disegno viene ritagliata in fogli di carta pesante o sottile lamiera metallica, il colore viene applicato con pennello o tampone, a mano o a macchina, sopra il foglio, potendo passare solo negli interstizi, lasciati vuoti dopo aver ritagliato le parti del disegno, lo riproduce identico ogni volta che la maschera viene riposizionata.
La prima macchina per stampare stencil fu brevettata nel 1894 da S. H. Sharp.

### Serigrafia tessile a quadro
Questo metodo di stampa chiamato serigrafia è stato perfezionato e impiegato industrialmente fin dai primi anni del 1900. Un apposito tessuto di poliestere viene tesato e incollato su un riquadro di metallo e l'insieme costituirà la matrice o forma di stampa. Il tessuto tesato sul quadro di metallo viene spalmato con una resina che una volta asciutta risulterà fotosensibile. Viene posta una grafica realizzata su un film trasparente con un inchiostro opaco sul tessuto spalmato e il tutto viene esposto alla luce. Dove la resina riceve la luce si polimerizza mentre dove è stata protetta dall'inchiostro opaco si dilava con semplice acqua dal tessuto di poliestere. Alla fine di questo processo di fotoincisione si ottiene uno schermo o telaio di serigrafia fotoinciso che è costituito da un tessuto con aree permeabili agli inchiostri ( o aree libere ) e aree impermeabili. Ponendo questo telaio da serigrafia sopra il tessuto da stampare e premendo con una apposita spatola con un profilo di gomma denominata racla è possibile fare permeare l'inchiostro dalla parte superiore del telaio serigrafia al tessuto sottostante mantenendo in modo preciso e molto definito la grafica utilizzata durante il processo di fotoincisione. Questo è anche la spiegazione per cui questa tecnologia di stampa è stata classificata come una tecnologia di stampa permeografica. Ad oggi questa tecnologia viene utilizzata industrialmente sia per la stampa dei tessuti in pezze detta anche stampa in continuo, sia per la stampa in piazzato di capi di abbigliamento come T-shirt, pantaloni, giacconi, camicie. La serigrafia ha come elemento vincente in stampa tessile rispetto alle altre tecnologie, la possibilità di utilizzare una ampia scelta di inchiostri con molti effetti particolari sviluppati appositamente negli anni da aziende come Grafco, CHT, Virus per il mondo dell'abbigliamento. Sono infatti disponibili inchiostri per serigrafia ad effetto metallico, inchiostri ad effetto 3D e rigonfianti, iridescenti, inchiostri fluorescenti, inchiostri glitter, inchiostri a corrosione, inchiostri termocromici, inchiostri fotocromici, inchiostri luminescenti e molte altre specialità spesso realizzate su richiesta delle varie case di moda.

### Serigrafia tessile rotativa
Un apposito cilindro realizzato in metallo microforato viene spalmato con una resina che una volta asciutta risulterà fotosensibile in modo simile alla serigrafia tessile a quadro. Viene posta una grafica realizzata su un film trasparente con un inchiostro opaco intorno al cilindro spalmato e il tutto viene esposto alla luce. Dove la resina riceve la luce si polimerizza mentre dove è stata protetta dall'inchiostro opaco si dilava con semplice acqua dal cilindro di metallo microforato. Alla fine di questo processo di fotoincisione si ottiene un cilindro in metallo microforato fotoinciso che è costituito da aree permeabili agli inchiostri (o aree libere) e aree impermeabili. Il cilindro da stampa viene posto su un tessuto sostenuto da un tappeto in movimento e per rotolamento, seguendo in sincrono il movimento del tappeto fa permeare l'inchiostro che viene pompato al suo interno tramite una apposita spatola dotata di un profilo di gomma detta racla. (Anche la racla è inserita all'interno del cilindro in modo da fare permeare in modo preciso e definito l'inchiostro sul tessuto). La serigrafia tessile rotativa è la tecnologia che combina una buona qualità di stampa con elevate produzioni. Anche per la serigrafia tessile rotativa il punto vincente è, oltre alla velocità di produzione, l'ampia gamma di inchiostri ed effetti speciali disponibili (in pratica gli stessi sopracitati per la serigrafia tessile a quadro).

### Inkjet (Getto di inchiostro)
Questa tecnologia è la più recente ed è stata introdotta diffusamente nella stampa tessile dalla fine degli anni 90. Come tutte le altre tecnologie qui citate non si basa su matrici o forme di stampa che vengono utilizzate per imprimere il tessuto ma si basa su un insieme di attuatori piezo che comandati da uno specifico software generano a comando un getto di un inchiostro appositamente formulato per questa applicazione. L'inchiostro inkjet dopo la fuoriuscita dall'ugello di sparo durante il tragitto diventa una goccia che va a impattare il tessuto da decorare. Ogni goccia formerà un punto sul tessuto e ripetendo questo processo in alta velocità, la grafica inserita nel software viene riprodotta sul tessuto. Questa tecnologia di stampa viene definita anche tecnologia di stampa senza contatto e l'insieme degli attuatori piezo collegati agli ugelli di sparo dell'inchiostro vengono definite testine di stampa inkjet.
Negli anni abbiamo assistito ad rapido sviluppo tecnologico nelle teste di stampa inkjet per cui sono aumentati il numero degli attuatori impiegati (oggi sono disponibili teste di stampa Kyocera da 2656 fino a 5312 ugelli e fino ad una larghezza di stampa per ogni singolo passaggio di 108 mm). Lo stesso sviluppo tecnologico ha comportato parimenti una progressiva riduzione delle dimensioni della goccia che dagli iniziali 20-25 pL (picolitri) si è giunti ai 3-5 pL (picolitri). La riduzione della dimensione della goccia ha come diretta conseguenza un aumento della definizione della stampa finale. La tecnologia inkjet oggi consente ottime prestazioni di qualità ed evita il costo della preparazione delle matrici di stampa. È da notare che come lato negativo la tecnologia inkjet presenta una ridotta velocità di produzione rispetto alle tecnologie tradizionali, ma soprattutto presenta una gamma molto limitata degli effetti moda o speciali ottenibili sul tessuto ed un elevato costo di obsolescenza e manutenzione delle attrezzature.